# Karin Oberhofer
Pour les articles homonymes, voir Oberhofer.
Karin Oberhofer, née le 3 novembre 1985 à Bressanone, est une biathlète italienne, médaillée de bronze olympique. 

## Carrière
Karin Oberhofer est entrée en équipe nationale de biathlon, au cours de l'année 2004 et a pris son premier départ en Coupe du monde à Ruhpolding en 2008. Lors de la saison 2009-2010, elle signe son premier podium en Coupe du monde  avec la troisième place au relais mixte de Kontiolahti. Oberhofer a participé aux JO de Vancouver 2010, avec comme meilleur résultat une onzième place au relais. Elle a participé à cinq éditions des Championnats du monde, dont celles de 2013 et de 2015 où elle obtient le bronze au relais féminin.
Lors des Jeux olympiques de Sotchi, Oberhofer décroche la médaille de bronze dans l'épreuve du relais mixte (2 × 6 + 2 × 7,5 km), en compagnie de Dorothea Wierer, Dominik Windisch et Lukas Hofer. D'abord quatrième du sprint (10/10 au tir), elle bénéficie de la disqualification ultérieure d'Olga Vilukhina pour prendre la médaille de bronze. En 2020, le Tribunal arbitral du sport annule cette disqualification.
Elle obtient son premier podium individuel en Coupe du monde en terminant deuxième du sprint d'Hochfilzen en décembre 2014. Aux Championnats du monde 2015, elle remporte deux médailles de bronze, sur le relais ainsi que sur la mass start gagnée par Valj Semerenko.
En 2018, après une non-qualification pour les Jeux olympiques de Pyeongchang, elle prend sa retraite sportive.

## Palmarès

### Jeux olympiques
| Épreuve / Édition              | Individuel | Sprint | Poursuite | Départ en masse | Relais | Relais mixte                        |
| Jeux olympiques 2010 Vancouver | 75e        | 47e    | 53e       | —               | 11e    | Épreuve inexistante à cette date    |
| Jeux olympiques 2014 Sotchi    | 14e        | 4e     | 8e        | 14e             | 6e     | Médaille de bronze, Jeux olympiques |

Légende :
- : troisième place, médaille de bronze
- : pas d'épreuve
- — : Non disputée par Karin Oberhofer

### Championnats du monde
| Mondiaux \ Épreuve      | Individuel   | Sprint       | Poursuite    | Départ en masse           | Relais                    | Relais mixte |
| 2007 Antholz-Anterselva | 75e          | 47e          | 46e          | —                         | 8e                        | —            |
| 2010 Khanty-Mansiïsk    | JO Vancouver | JO Vancouver | JO Vancouver | JO Vancouver              | JO Vancouver              | 8e           |
| 2011 Khanty-Mansiïsk    | 15e          | 48e          | DNS          | —                         | 4e                        | —            |
| 2013 Nove Mesto         | 29e          | 29e          | 26e          | 20e                       | Médaille de bronze, monde | 4e           |
| 2015 Kontiolahti        | 17e          | 29e          | 39e          | Médaille de bronze, monde | Médaille de bronze, monde | 7e           |
| 2016 Holmenkollen       | 26e          | 36e          | 31e          | —                         | 7e                        | 8e           |

Légende :

 : troisième place, médaille de bronze

### Coupe du monde
- Meilleur classement général : 10e en 2015.
- 3 podiums individuels : 1 deuxième place et 2 troisièmes places.
- 7 podiums en relais : 1 victoire, 2 deuxièmes places et 4 troisièmes places.

#### Classements en Coupe du monde
| Saison    | Classement général final | Individuel | Sprint | Poursuite | Mass start |
| 2006-2007 | nc                       | nc         | nc     | nc        |            |
| 2007-2008 | nc                       |            | nc     |           |            |
|           |                          |            |        |           |            |
| 2009-2010 | 56e                      | 47e        | 71e    | 44e       |            |
| 2010-2011 | 55e                      | 33e        | 87e    | 57e       |            |
| 2011-2012 | 45e                      | 58e        | 33e    | 47e       |            |
| 2012-2013 | 21e                      | 35e        | 18e    | 21e       | 19e        |
| 2013-2014 | 40e                      | 18e        | 41e    | 39e       | -          |
| 2014-2015 | 10e                      | 21e        | 10e    | 11e       | 6e         |
| 2015-2016 | 17e                      | 50e        | 14e    | 14e       | 20e        |

### Jeux mondiaux militaires d'hiver
| Épreuve / Édition   | Annecy 2013 |
| 7,5 km sprint       | Argent      |
| Sprint par équipes  | Or          |
| Patrouille féminine | Argent      |